# Estadio Internacional de Jericó
El Estadio Internacional de Jericó (en árabe: إستاد أريحا الدولي) es un estadio múltipropósito usado habitualmente para la práctica de deportes como el Fútbol, localizado en la ciudad de Jericó, en Cisjordania en los territorios palestinos. Es el estadio de uso habitual del Hilal Areeha de la Liga Premier de Cisjordania. El estadio tiene capacidad para recibir a unos 15.000 espectadores y fue abierto al público en 1996, siendo realizada su última renovación en el año 2012.